# Ubide
Ubide è un comune spagnolo di 162 abitanti situato nella comunità autonoma dei Paesi Baschi.